# Cultura di Cishan
La cultura di Cishan (cinese: 磁山文化, pinyin: Císhān wénhuà) (6000 a.C.-5500 a.C.) fu una cultura neolitica della Cina settentrionale, diffusa principalmente nello Hebei meridionale. Le sue caratteristiche sono simili a quelle della contemporanea cultura di Peiligang, e spesso vengono accomunate come cultura di Cishan-Peiligang o cultura di Peiligang-Cishan. La cultura di Cishan presenta anche molte affinità con la vicina cultura di Beixin, ad oriente.
La cultura di Cishan praticava la coltura del miglio. I manufatti comuni di questa cultura includono macine e falci di pietra, e vasellame di fattura semplice.

## Ritrovamenti
Il primo insediamento fu scoperto nel 1973 a Cishan, vicino Wu'an, nell'Hebei. Il sito copre un'area di circa 80 000 metri quadrati. Le case, di forma rotonda, erano semi-sotterranee. Sono stati rinvenuti molti pozzi sotterranei per l'immagazzinamento, usati come granai per il miglio. I più grandi misuravano 5 metri di profondità e potevano contenere fino ad una tonnellata di miglio. I resti rinvenuti mostrano che l'allevamento di maiali, cani e pollame era comunemente praticato. Anche il pesce faceva parte della dieta delle popolazioni della cultura di Cishan. La caccia, la pesca e la raccolta erano comunque importanti fonti di sostentamento dei villaggi.
Il sito di Cishan è stato incluso nel 1988  nella lista dei monumenti nazionali cinesi (全国重点文物保护单位, Quánguó zhòngdiǎn wénwù bǎohù dānwèi "Siti storici nazionali e oggetti culturali sotto la protezione dello stato").